# 射馬干圳
射馬干圳為一座位於臺灣臺東縣臺東市境內的灌溉水圳系統，其最早開鑿於1898年(民國前14年)。主幹線總長3.78公里，總灌溉面積162.6公頃，目前射馬干圳由臺東農田水利會知本工作站進行管理與維護。

## 沿革
射馬干圳最初是由來自屏東水底寮，並在清領時期擔任知本與射馬干社通事的的閩南人，洪科盤與其兄弟洪狗昌兩人教導當地射馬干社卑南族原住民牛耕，使用肥料栽種作物，並教導當地卑南族人引利嘉溪溪水開闢了射馬干圳，為當時知本地區的水稻種植之始。
二戰後，台灣省政府於民國64年1月1日實施加速農村建設時期健全農田水利會方案並於民國71年1月1日結束方案回復舊有體制後，台東農田水利會撥款進行射馬干圳的改善工程，並在利嘉溪南岸之利嘉堤防頭設置新的進水口。

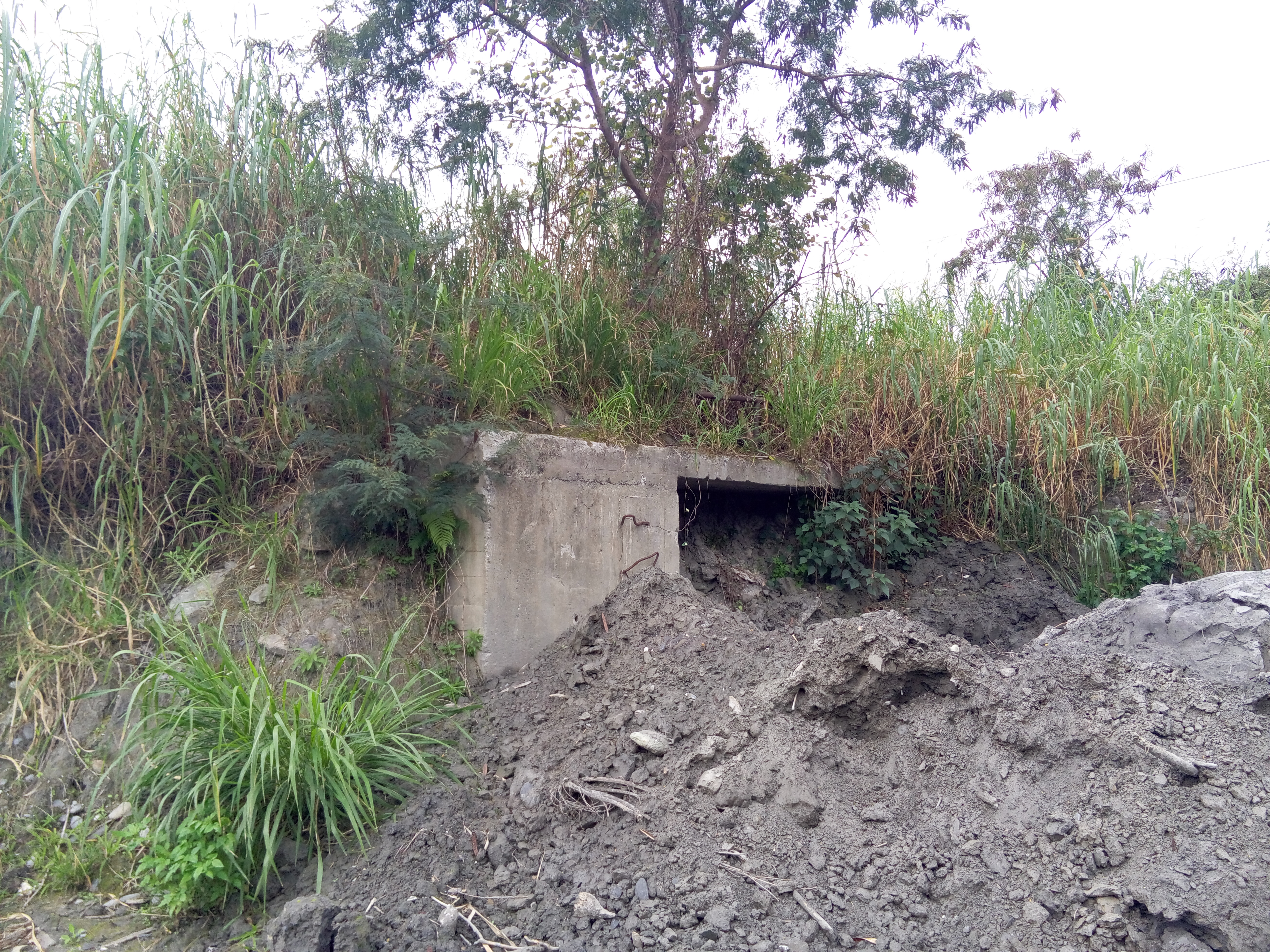
位於射馬干圳新進水口旁已廢棄的舊進水口，其已遭從新進水口導水路所挖掘出的淤泥所掩埋。
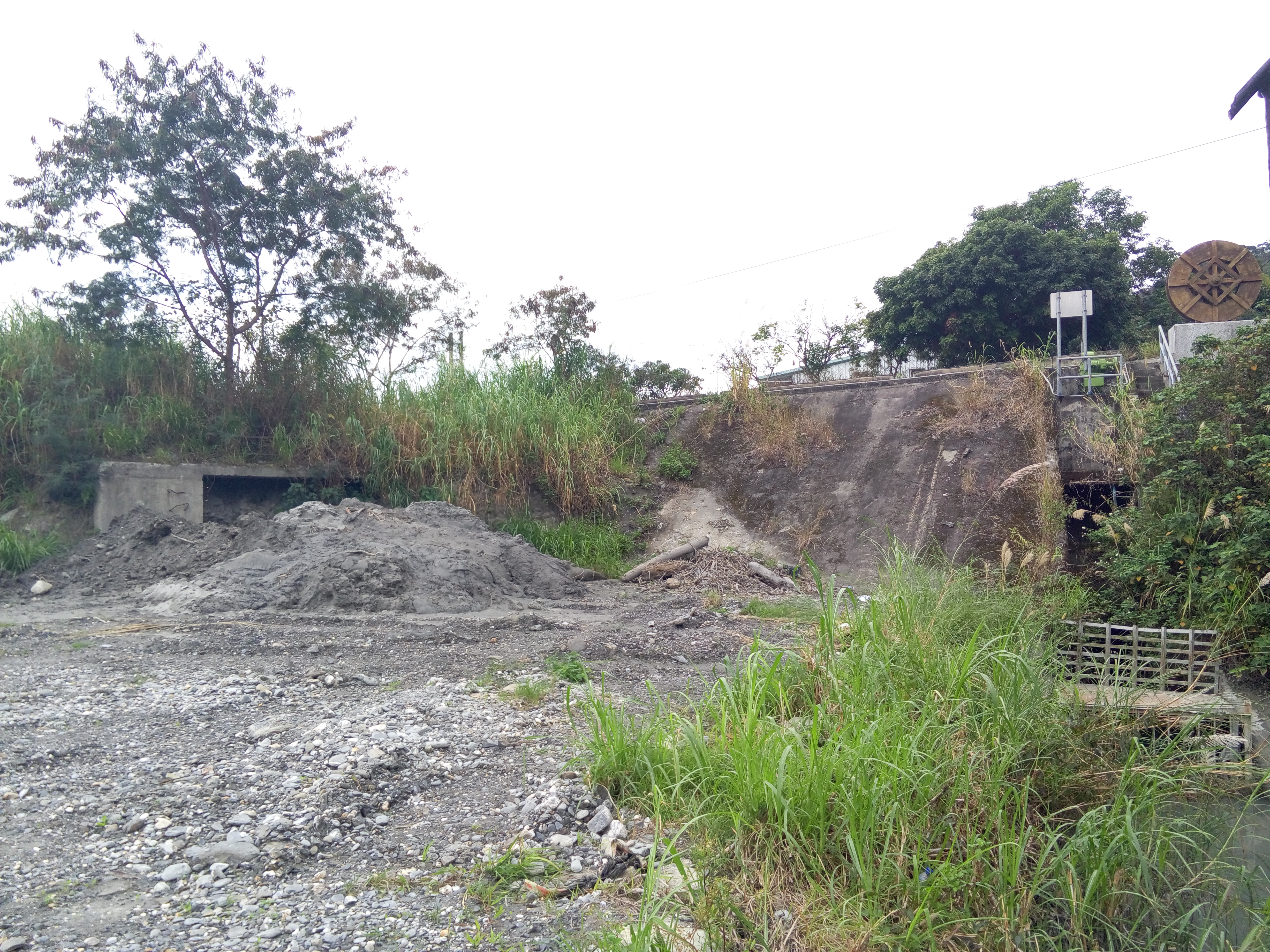
射馬干圳新進水口與舊進水口位置對應圖

射馬干圳取水之利嘉溪下游泥沙污濁，經常發生淤積，並且，每逢枯水期間，更需將利嘉溪全部溪水利用臨時土堤將溪水攔入圳內灌溉，導致利嘉溪下游斷流，嚴重影響溪中原生魚類及週邊生態。因此在民國92年實施射馬干圳沉砂池生態工法試辦工程。

## 設施

### 進水口
射馬干圳新進水口設置於利嘉溪南岸堤防頭並在台9線新園橋旁，設有一門進水口，屬於閘門控制式。

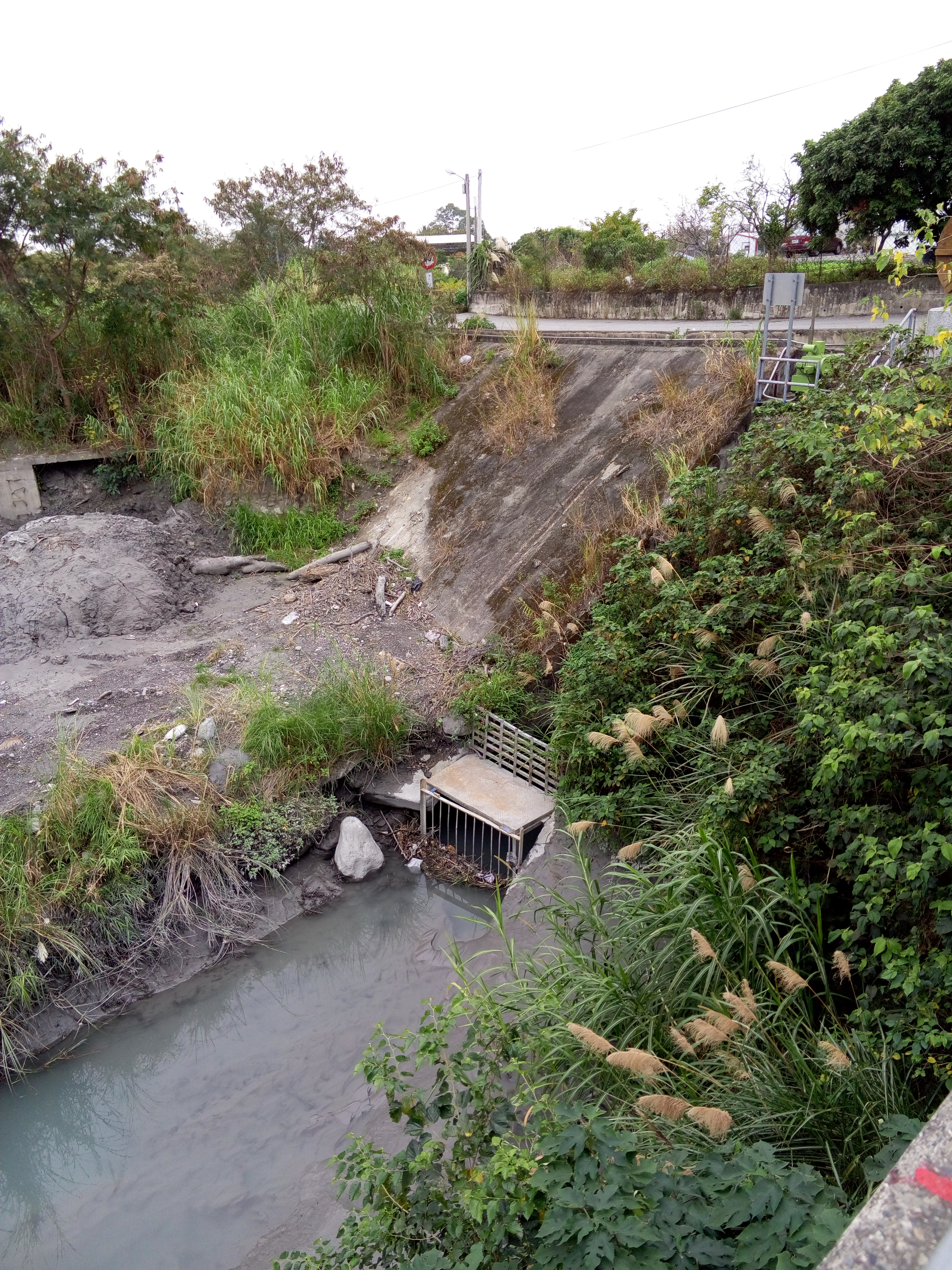
從新園橋往下觀看射馬干圳進水口
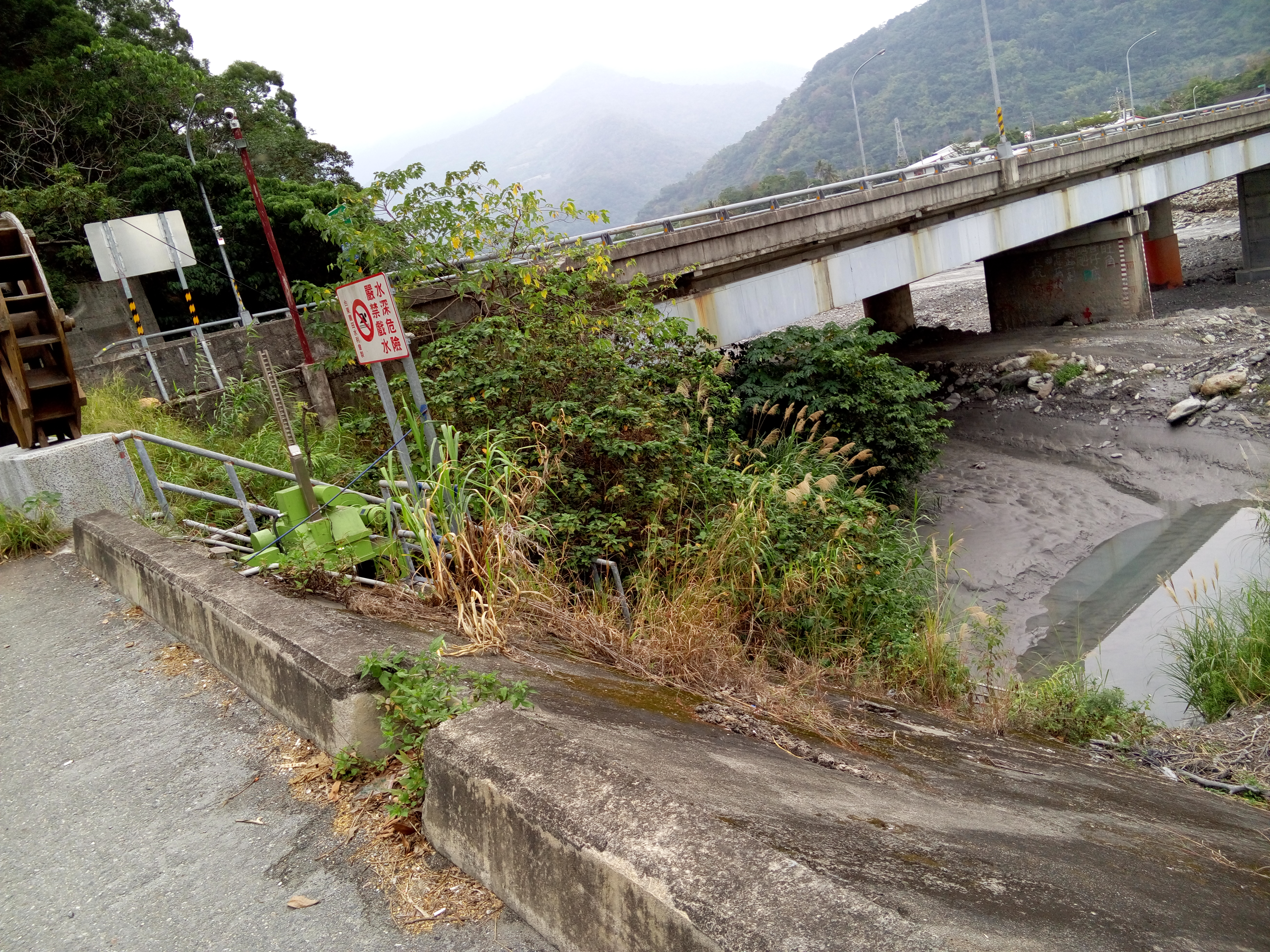
射馬干圳進水口閘門控制閥

### 沉沙池
射馬干圳沉沙池設置於利嘉溪南岸堤防旁，並且周圍有美化工程。

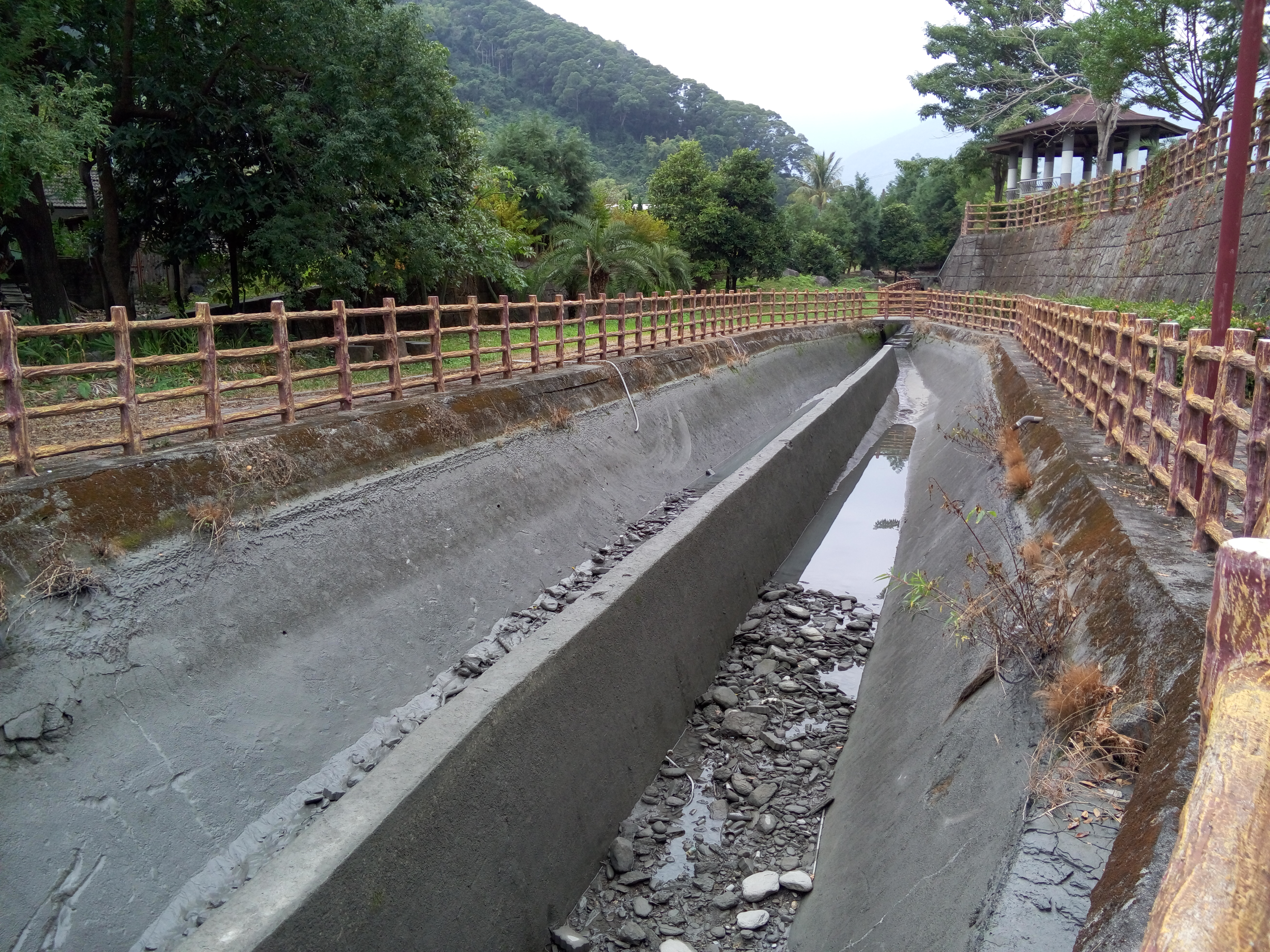
枯水期的射馬干圳沉沙池
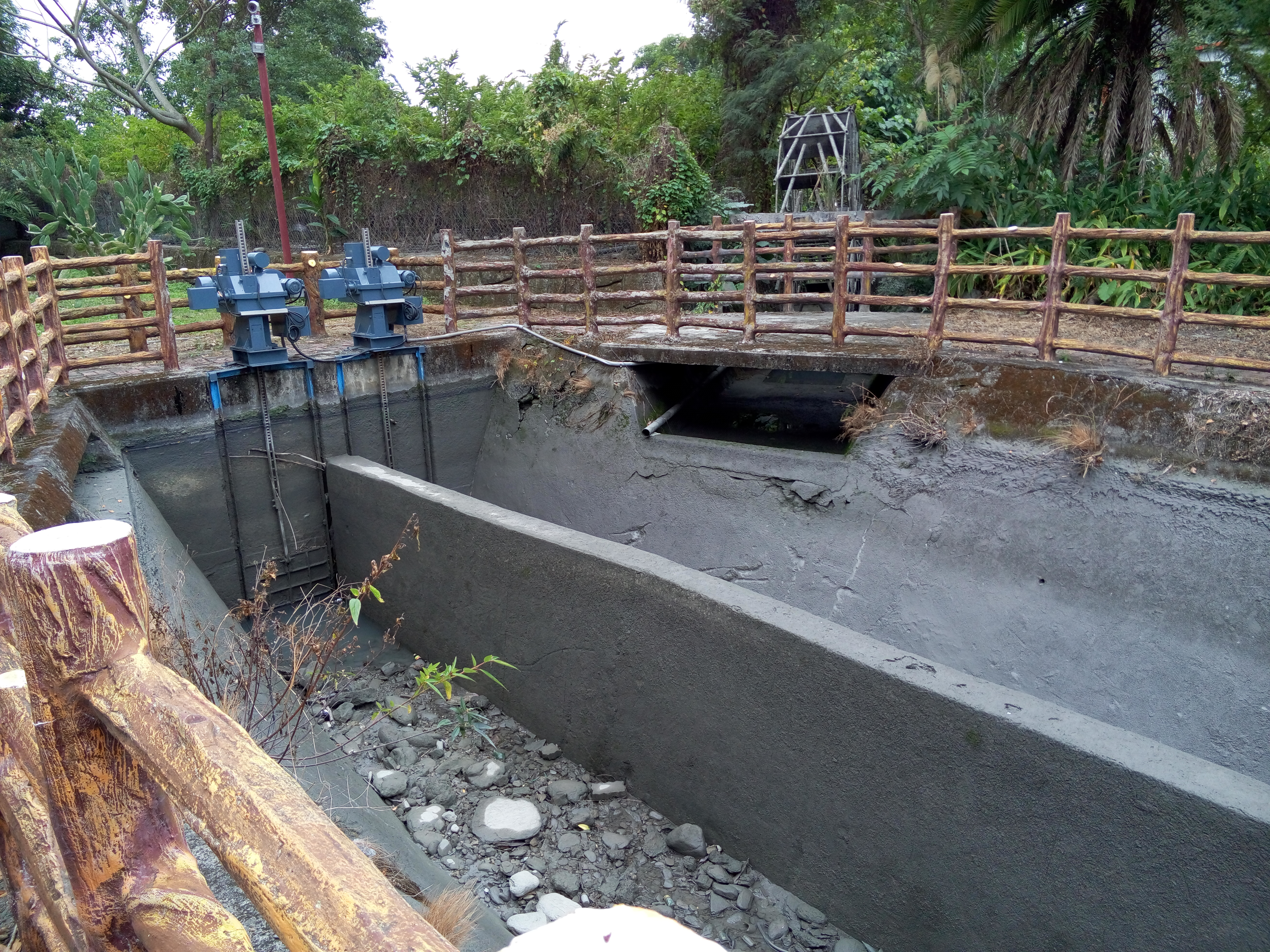
沉沙池閘門

### 水利公園
- 射馬干圳生態園區

射馬干圳沉砂池綠美化工程於2008年(民國92年)4月29日正式完工，整體生態園區採親水公園模式來設計並建造，其生態園區工程特色在於整合了射馬干當地的2條不同水系的水源，以提高農田灌溉效能。
台東農田水利會在工程中也就地取材篩選利嘉溪溪床塊石，做為護岸主要材料，以節省工程造價。 完工後，親水化的水圳路，兼顧多樣性生物棲息空間的砌石水路，在生態園區內的多處營造出深潭、激流、淺瀨等景象。

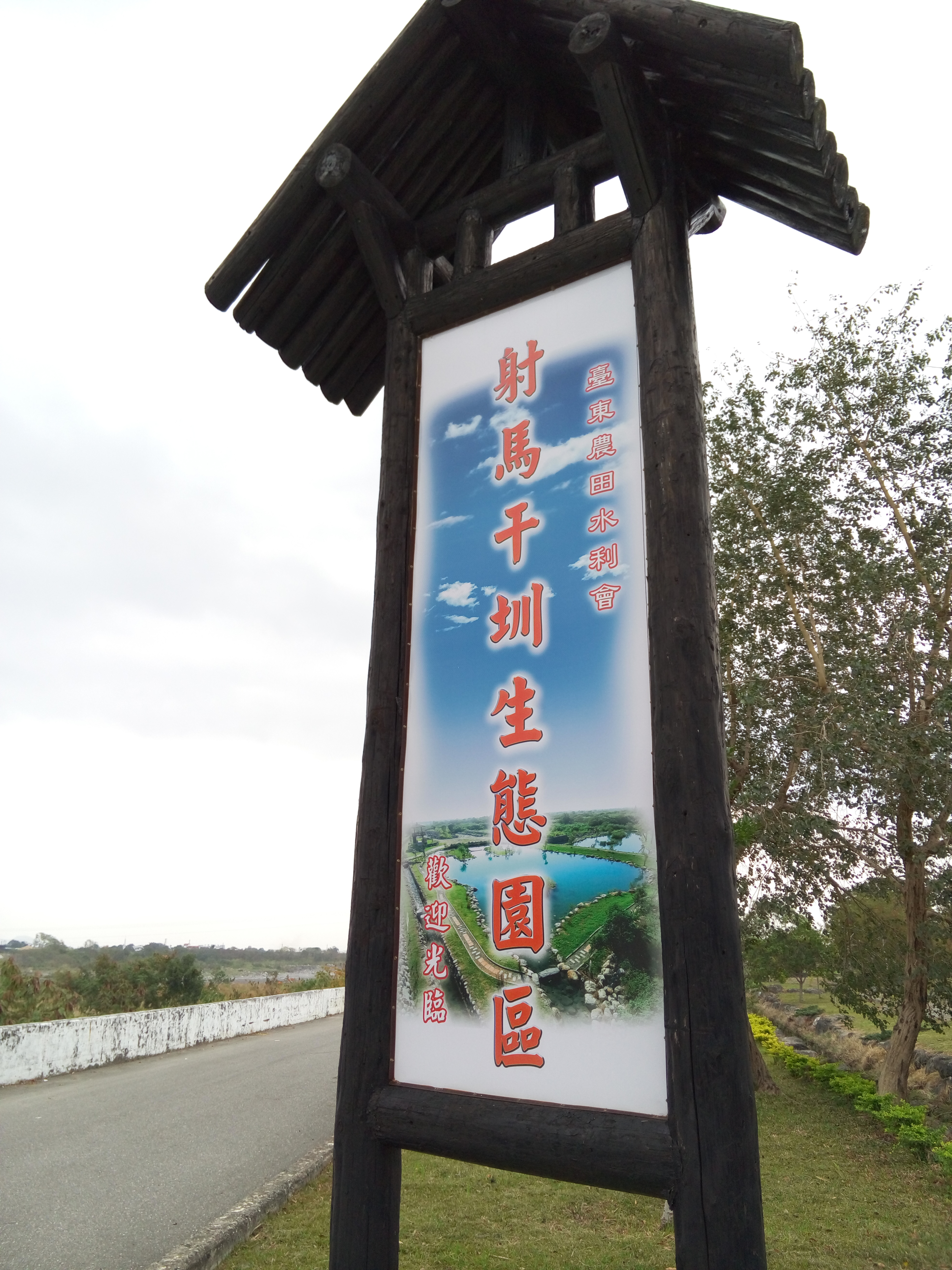
射馬干圳生態園區標誌
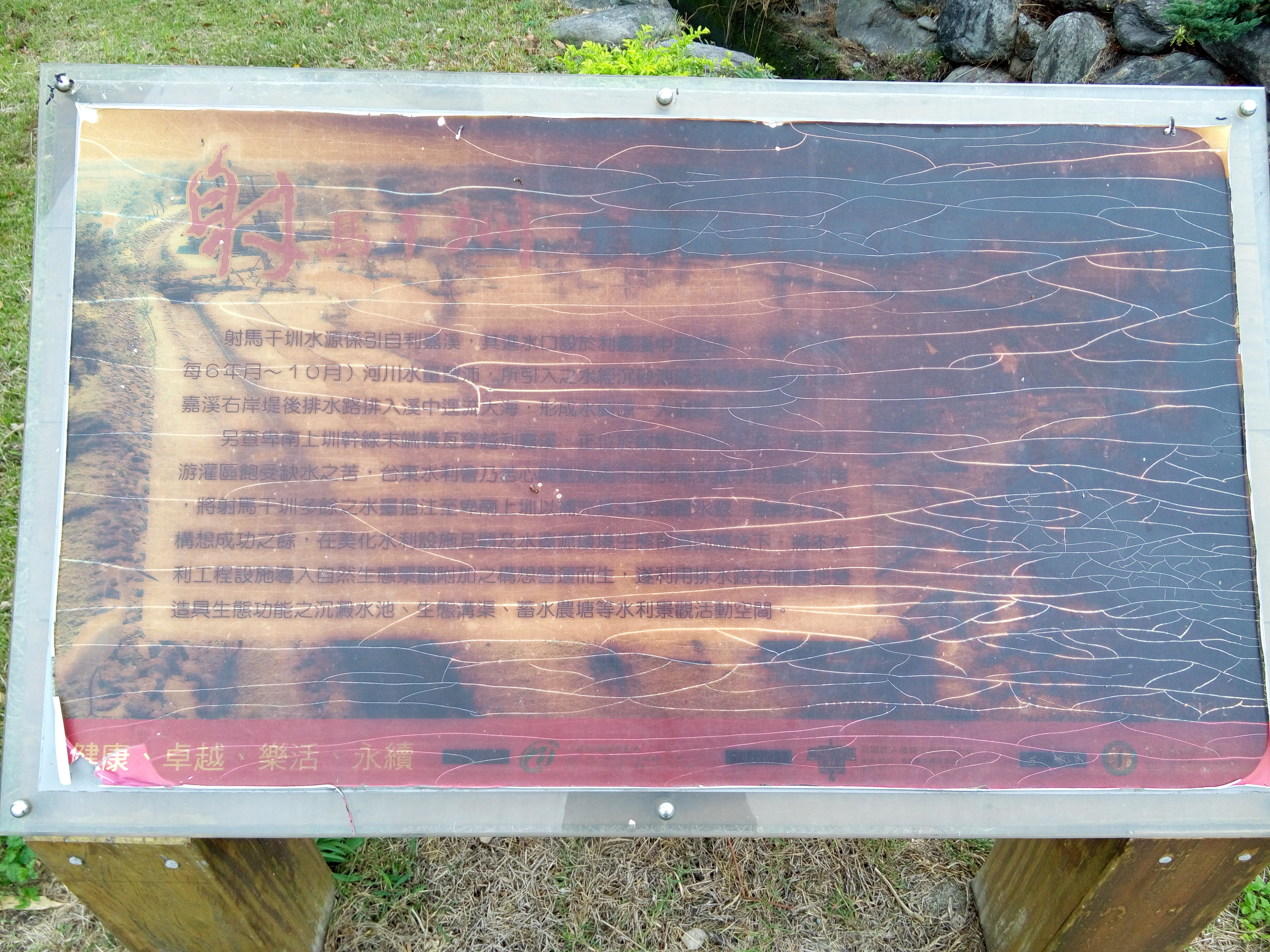
射馬干圳生態園區解說牌，維護狀況不佳
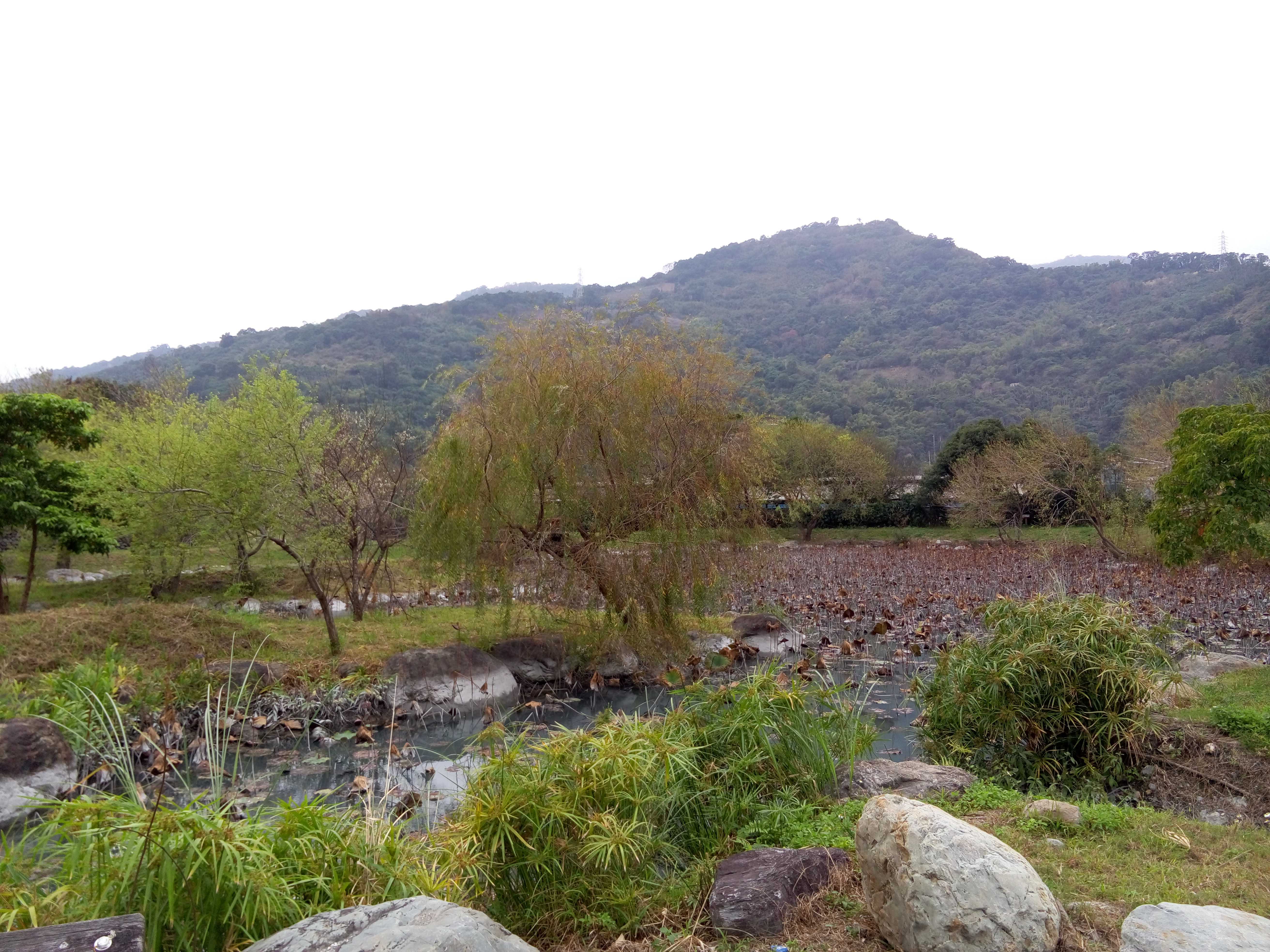
射馬干圳生態園區冬天一覽
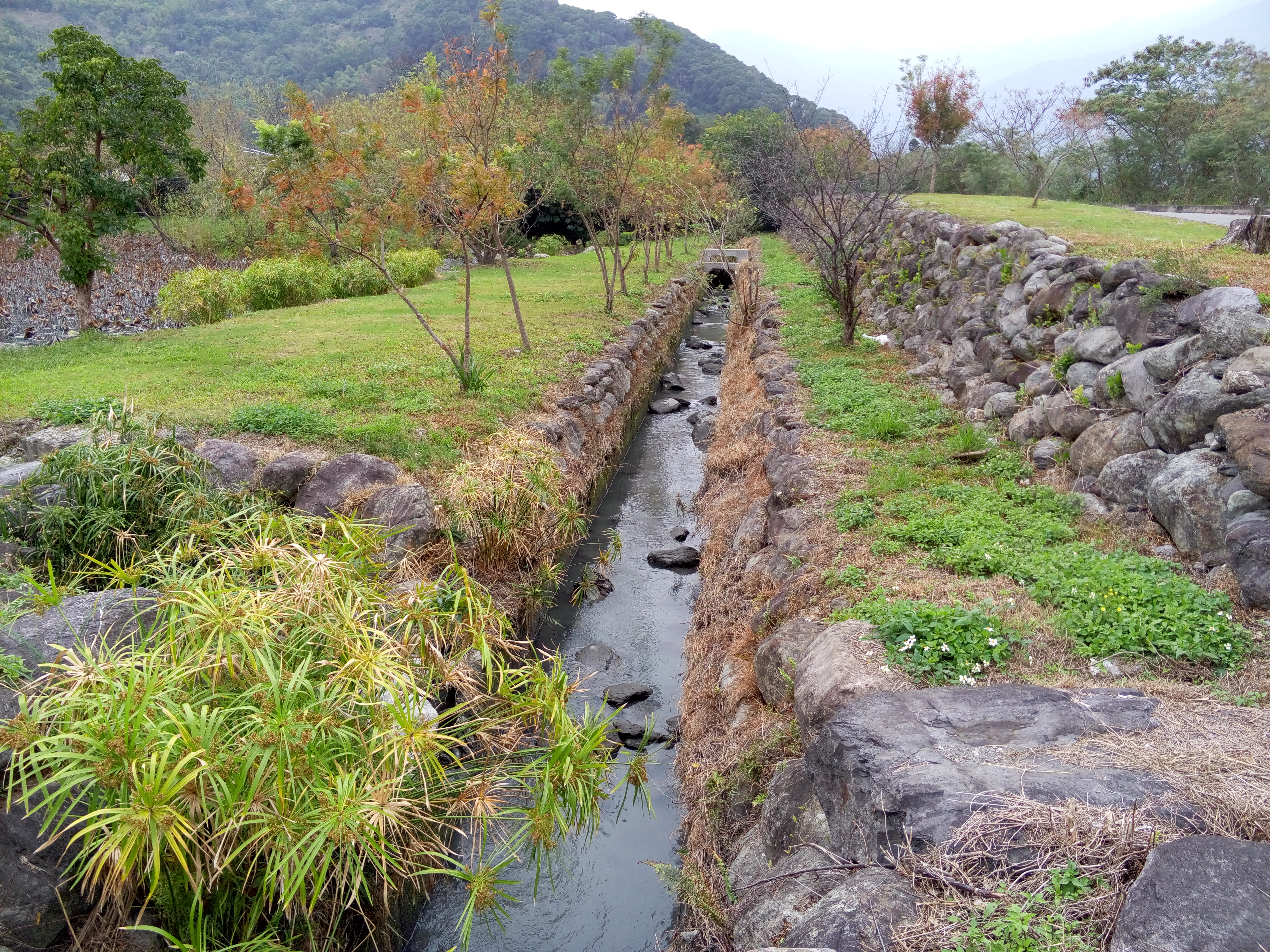
射馬干圳生態園區圳道

## 周遭景點
- 東興發電廠
- 台東大學
- 國立台灣史前文化博物館

## 資料來源
1. ↑  .   [2015-01-28]. （原始内容存档于2016-01-21）.
2. ↑  .   [2015-01-28]. （原始内容存档于2015-04-02）.
3. ↑  .   [2015-01-28]. （原始内容存档于2019-06-05）.
4. ↑  .   [2015-01-28]. （原始内容存档于2016-03-09）.
5. 1 2  .   [2008-04-29]. （原始内容存档于2016-03-05）.